# 시조의 거인
시조의 거인(일본어: 始祖の巨人(시소노쿄진) / 영어: Founding Titan(파운딩 타이탄), 독일어: Urtitan(우르티탄))은 만화 <진격의 거인>에 나오는 거인이다. 작중에 시조 유미르의 '시조의 거인'으로부터 아홉 개체로 나뉜 지능형 거인들인 아홉 거인(일본어: 九つの巨人, 영어: the Nine Titans(더 나인 타이든스), 독일어: der neun Titanen(데어 노인 티타넨)) 중 하나. 한 겨레를 일으킨 조상인 '시조'라는 칭호에 걸맞게 모든 거인들 중 서열이 가장 높은 최상위 개체이다. 자타공인 유일무이의 최강의 거인이자 현 시점에서 세계관 최강자의 위치에 있는 존재. 하위 아홉 거인들이 도달하지 못할 초월적인 힘의 경지에 오른 거인이다. 그 증거로 시조를 수식하는 문구가 나오면 거의 십중팔구는 어느 것보다 우월한 정점의 거인, 신적인 힘, 최강의 거인 등등이다. 거인들 가운데 최강, 신과 관련되어 있는 것은 시조가 유일하며, 명실상부하게 전개가 흐를스록 어마어마한 능력들을 보여 주면서 최강의 거인이란 입지가 얼마나 격이 다른지를 몸소 보여준다. 한 마디로 거인의 신이란 칭호가 아깝지 않은 무적의 거인이다.

## 시조의 거인
시조 유미르가 어린 시절에 초대 프리츠 왕의 잔인한 형벌을 피해 우연히 만난 고목의 물웅덩이에서 익사하다가 신비의 접지생물과 접촉하여 얻은 최초의 거인이다. 실질적으로 진정한 시조인 거인으로 시조의 거인이라고도 불린다. 본래 하나의 개체였던 여성형 거인, 갑옷 거인, 차력 거인, 전퇴의 거인, 턱 거인, 짐승 거인, 진격의 거인, 초대형 거인, 시조의 거인이 하나로 통합된 완전체 격인 존재이자 최강의 거인이다. 아홉 거인 개체가 가진 모든 힘과 능력들을 보유했을 것으로 여겨진다.

## 아홉 거인 중 하나
보통 좌표 거인이라고 불린다. 본래 아홉 거인의 진정한 힘을 발휘할 수 있는 프리츠(레이스) 왕가에 의해 계승되어 왔으나 중간에 그리샤 예거와 에렌 예거가 난입했다.
밑에 있는 능력을 보면 알 수 있겠지만 좌표, 즉 거인 조종 관련 능력이 있다. 이 덕분에 국가 원수급 위치의 최상위 거인으로 보여진다.

### 역대 소유자

#### 시조 유미르
대지의 악마와의 계약을 통해 최초로 아홉 거인이 된 자. 거인이 된 후 13년 동안 생존하였고 이로 인해 모든 거인은 유미르 프리츠를 초월할 수 없다는 법칙에 의해 아홉 거인의 계승자의 수명은 거인을 계승한 후로 13년 밖에 못 산다는 제약이 생겼다. 어디까지나 가설이지만 에렌의 좌표는 프리츠가의 피를 잇지 못한 반쪽짜리 좌표이다. 그렇기에 유미르를 넘을 수 없고, 13년 수명의 제약이 적용되지 않을수도 있다.

#### 제2 ~ 144대 프리츠 황제
시조 유미르 이후 시조의 거인을 계승한 프리츠 황제들이다. 소유한 시조의 거인이 정확히 어떻게 생겼는지는 공개되지 않았다.

#### 칼 프리츠
|크기는 13m이며 거인화시의 체형이 여성형보다는 남성형에 가까워보이는게 특징. 가슴에서 유방이 강조되기보단 판판하고 상반신도 여성형과는 좀 거리가 있어보인다. 어쩌면 계승자의 성별에 따라 모습이 변하는 유일한 거인일지도 모른다.

#### 제2 ~ 6대 레이스 왕
로드와 우리의 부친 이전 레이스 왕들이며, 소유한 시조의 거인이 정확히 어떻게 생겼는지는 공개되지 않았다.

#### 로드와 우리의 부친
로드 레이스와 우리 레이스 형제의 아버지. 로드 레이스가 우리와 함께 청년 시절 시조의 거인의 힘을 사용해 달라고 간청할 때 감옥에 가두는 모습이 나왔다.

#### 로드 레이스
원래는 로드 레이스가 아버지 다음으로 시조의 거인을 계승해야 했지만, 무슨 이유인지 동생인 우리 레이스에게 떠넘겼다. 이후 우리가 죽고 나서는 딸들인 프리다 레이스와 히스토리아 레이스에게 떠넘기기도 했다.
그리고, 진격의 거인 공식 가이드북 "Attack on Titan Answers"에서 이사야마 하지메가 인터뷰 당시 시조의 거인의 힘을 얻지 않은 이유를 공식 공개했다.
"He thought of himself as just an observer, and in order to preserve the Reiss bloodline, he may have thought that he needed to stay human and make more children. He would have to become the Founding Titan, and he was most likely afraid that he wouldn't be able to fight against the First King's ideology, just like his father and Uri weren't able to."— "로드는 스스로를 관찰자와 같은 입장으로 생각했습니다. 그리고 레이스 핏줄을 보존하기 위해선 인간의 형태를 유지해서 아이를 더 많이 낳아야 한다고 생각한 것으로 보입니다. 그는 시조의 거인이 되어야 했을 것이고, 초대 왕의 사상에 필시 대항하지 못할 것이라 여겼기 때문에 두려워 했던 것입니다. 마치 그의 아버지와 우리가 하지 못했던 것처럼."

즉, 자신의 아버지와 우리가 하지 못했던 것처럼 자신도 마찬가지로 전왕 칼의 사상에 대항하지 못할 것이라는 사실에 두려움을 가지고 있어서 딸들 프리다 레이스와 히스토리아 레이스 등에게 물려주려고 했던 것이다.

#### 우리 레이스
자신을 암살하러 온 케니 아커만을 제압하는 데 사용했다. 우리 레이스가 작중에서 시조 거인을 사용한 것은 이게 전부다. 그마저도 팔을 포함한 흉부와 머리만 소환했다.
제대로 소환을 안 해서 그런지, 혹은 계승자에 따라 모양이 달라지는 건진 모르겠지만 우리 레이스의 부분 거인화는 머리가 대머리이다. 몸을 보면 거인화가 덜된 것을 알 수 있는데 거인화를 덜해서 머리카락이 안난 걸 수 도 있다. 진격의 거인 애니메이션에서도 에렌이 거인화했을 때 머리카락이 후반에 생성됐다. 체형의 경우 성별 불분명. 다만 거인의 얼굴은 상당한 미형이다.

#### 프리다 레이스
||
처음이자 마지막으로 완전하게 거인화를 한모습을 보였다.
시조의 거인을 탈취하러 비밀 지하 동굴에 습격한 그리샤와 육탄전을 벌일 때 이빨로 손가락을 깨물었고 13m급의 거인화로 이어졌다. 시조의 거인이 순수한 상태에서 거인화한 모습이 제대로 나온 사례인데 여성형 거인과 은근히 흡사한 근육질의 여성형 거인의 모습을 지닌다.
호주인 로드 레이스의 설명에 의하면 그의 거인은 "모든 거인들의 정점에 선 존재이며 무적의 힘을 가진 거인"이라고 하는데 통제하는 방법을 숙달하지 않아 결국 그리샤에게 압도적으로 패배해버린다.
이를 볼 때 프리다의 경우 거인을 이어받기만 했지 한 번도 제대로 거인의 힘을 가지고 뭘 해보거나 최소한 인간 모습일 때 격투술 같은 걸 배워본 적도 없는 게 아니냐는 추측도 가능하다. 타이버 씨는 거인으로의 변화과정 중에 에렌에게 기습까지 당했고, 대 거인전에서 거의 도가 튼 에렌이라는 초 위험한 적과 전투를 벌이게 되었는데도 불구하고 능력을 자유자재로 활용하며 에렌을 몰아부치는 모습을 보여주었으며 움직임에도 군더더기가 거의 없었다. 이를 볼 때 빌리 타이버의 여동생의 경우 인간 시절에라도 꾸준히 거인 전투 훈련과 호신술, 전퇴의 능력 사용 훈련, 무기 사용 기술들을 해왔다는 추측이 가능해진다. 나중에 밝혀진 바로는 원격조종이긴 했지만 그래도 대거인전에 통달한 상대를 가지고 꾸준히 밀어붙이며 전략적으로 패고, 무기를 다루는 것도 능란하게 다루는 걸 보면 거인들과 싸울 것이나 전쟁을 대비해서 호신술과 무기 사용 훈련, 거인 전투 훈련과 전퇴의 능력 사용 훈련은 확실히 받아둔 듯하다. 마구잡이로 패는거랑 훈련받아서 포인트 집어서 제대로 패는 거랑은 분명 다르다.
한 가지 첨언하자면 프리다가 변화한 거인은 이복 동생인 히스토리아 레이스와 외형과 머리 색이 제법 흡사하다.

#### 그리샤 예거
작중에서 좌표나 직접 거인화를 능동적으로 실행하는 모습은 거의 없었다. 그도 그럴 수 밖에 없는 게 프리다 레이스로부터 시조의 거인을 빼앗은지 얼마 안 된 상태로 에렌에게 거인을 계승시켜 주었기 때문에 쓸 시간과 써야만 하는 특별한 일도 없었다. 독특한 점은 진격의 거인도 함께 소유했다는 점. 에렌 예거에게 거인화가 되게 하는 약을 투약함으로써 무지성 거인으로 만든 뒤, 본인이 먹힘으로써 에렌에게 진격의 거인과 시조의 거인을 계승하는 중요한 역할을 하게 된다.

#### 에렌 예거
왕가가 아닌 평범한 '유미르의 백성' 계열이기 때문에 왕가의 피를 잇는 다이나 프리츠, 로드 레이스, 크리스타 렌즈 (히스토리아 레이스)의 아버지와 접촉할 때 말고는 별로 쓰지도 못했고 시조의 거인으로 거인화한 적도 없다. 그래서 여태까지의 거인화는 모두 진격의 거인을 쓴 것이다. 다만 시조의 거인의 능력을 생각해보면 적절한 밸런스 패치라고도 볼 수 있다.
제대로 시조의 힘을 쓰려면 거인화한 왕가의 인원과 접촉을 해야 한다. 현재 희생양으로 지목될 만한게 (혈통상) 히스토리아와 지크 뿐인데, 팬덤에선 지크 쪽이 더 가능성이 높다고 본다. 동료인 크리스타를 에렌이 희생시켜서라도 힘을 얻을 성향은 아니며 왕족을 먹으면 좌표를 쓸 수 있을지도 모른다는 가설을 떠올렸지만 크리스타를 자신에게 먹일까봐 그냥 입을 다문 전적까지 있다. 반면 지크의 경우 이제 1년도 안 남았다는 언급이 나오는 등 13년 수명을 거의 다 써 버려서 가만히 내버려 둬도 곧 죽을 상황이다. 105화에서 지크가 파라디 편에 선 것을 보면 시조의 거인의 힘을 사용할 조건이 되었고 120화에서 드디어 지크와 접촉하면서 시조의 힘을 쓸 수 있게 됐다. 처음에 에렌이 시조의 힘을 사용하는 열쇠 역할을 할 뿐, 지크가 통제권을 쥐고 있었다.
하지만 에렌이 좌표내의 유미르 프리츠를 설득한 끝에 122화 끝에서 시조의 거인으로 각성한다. 123화에서 등장한 에렌의 시조의 거인은 방벽을 구성하는 초대형 거인들마저도 조그맣게 보일 정도로 엄청나게 거대한 크기를 보여주었는데(약 350m) 인간이라기 보다는 초식공룡인 스테고사우루스나 드래곤 혹은 동양의 용에 가깝고, 뼈로 이루어져 있는 모습이다.

## 능력
통칭 좌표라 불리는 것을 컨트롤 할 수 있다. 원리는 정확히 밝혀지지 않았으나 후술할 능력의 원천이 되는 능력인 듯 하다.
아래에 서술되는 모든 능력들은 오직 정통 프리츠 왕가 가문의 피를 이은 후손만이 완벽히 컨트롤 할 수 있다.

### 부전의 조약
엘디아의 암군 칼 프리츠가 본인의 사상을 후손들에게 세뇌시키는 것이다. 별 거 아니라고 생각될 수 있지만 칼의 사상은 "파라디 섬 내에서 영원히 찌들어 살다가 적들이 오면 순순히 멸망하기"로 상당히 무서운 것이다. 부전의 조약은 프리츠 왕가 출신이 시조 거인을 소유하면 발동되고 곧바로 소유자를 세뇌한다.
시조 거인 능력인 좌표를 발동하여 모든 거인을 구축하고 자유를 되찾을 수 있지만 이 조약 때문에 "우리는 죄인이다. 우리의 죄는 결코 씻을 수 없다."는 생각에 사로잡혀 약 100년 간의 시간이 있었음에도 불구하고 모든 소유자들이 벽 안에서 멸망하기만을 기다린다.
대표적인 프리츠 왕가 내 피해자가 우리 프리츠와 프리다 프리츠다. 레이스로 개명했지만 진짜 성은 프리츠이니 프리츠로 서술한다. 이 둘 또한 자유를 꿈꿨지만 이 조약 때문에 시조 거인을 계승 받자마자  칼 프리츠의 사상에 세뇌되고 포기한 것이다.

### 정신 지배와 기억 조작
엘디아인의 정신을 지배할 수 있다. 정확하게 말하자면 엘디아인 중에서도 '유미르의 백성'만 정신 지배를 할 수 있다.
엘디아는 유미르의 백성이라는 다수의 국민과 몇몇 소수 혈족으로 이루어진 나라이다. 그러므로 엘디아 안에 있는 소수 혈족은 정신을 지배할 수 없다. 하지만 이 소수 혈족도 유미르의 백성과 피가 섞이면 정신 지배와 기억 조작이 가능해진다. 물론 거인화도 가능해진다. 또한 벽 밖의 민족인 마레인 중동인 등도 위미르의 백성과 피가 섞이면 거인화와 정신 지배가 가능해진다.
다만 아커만 일족은 위미르의 백성이지만 거인과학의 부산물로 우연히 만들어진 일족이기 때문에 정신 지배와 기억 조작이 통하지 않는다.즉 쿠셸 아커만과 지하 도시의 어떤 남성 (유미르의 백성) 사이에서 태어난 혼혈아 리바이와 아커만 가문인 아버지와 아즈마비토 가문의 어머니 사이에서 미카사는 기억 조작이 통하지 않는 셈이다.

### 경질화 강제 해제
124화에서 나온 능력으로 방벽, 갑옷 거인, 여성형 거인의 경질화를 포함한 모든 경질화를 강제로 해제시켰다.

### 빙폭석
그야말로 조작의 올라운더로 불려도 무방할 만큼 무궁무진한 응용성과 범용성을 자랑한다. 전퇴의 거인이 클레이모어, 총기, 검, 석궁과 같은 다양한 무기와 도구를 제작할 수 있다는 점에서 우월한 응용성을 어필한다면 시조의 거인은 인체의 상태를 마음 대로 조작할 수 있다는 측면에서 넓은 응용의 폭을 자랑한다.

## 평가
파라디 섬의 엘디아 희망인 최종병기이자
시조의 계승자를 먹으면 눈동자 색이 회청색으로 변하고 눈동자가 크리스탈이나 다이아몬드처럼 광물의 느낌으로 반짝이는 경우가 있다.

### 개별적인 자아
짐에게서 시조의 거인을 뺏으려고 한들 소용 없다. 짐은 시조의 거인과 부전의 조약을 맺었다.— 카를 프리츠 구 엘디아 제국 145대 황제, 수용구에서 남겨진 유미르의 백성들과 함께 하기를 택한 분가의 일원들에게 남긴 유언. 분가 최후의 후손 다이나 프리츠가 복권파로 찾아 온 날 이상이 칼 프리츠가 남긴 전언이라고 소개했다.